# Mindenki magáért felel (Lost)
2006. október 25-én került először adásba az amerikai ABC csatornán a sorozat 51-edik részeként. Edward Kitsis és Adam Horowitz írta, és Stephen Williams rendezte. Az epizód középpontjában James "Sawyer" Ford áll.

## Ismertető
|  | Alább a cselekmény részletei következnek! |

### Visszaemlékezések
Sawyer hónapokkal azután, hogy becsapta Cassidyt, börtönbe kerül. Miután legyőzi egy társát boxmérkőzésben, visszaindulnak celláikba. Látnak egy embert, aki megver egy másik fegyencet; Sawyer barátja elmondja, hogy Munson a neve, és azért került ide, mert ellopott 10 millió dollárt a kormánytól. Sawyer Munson bizalmába férkőzik, hogy megszerezze a pénzt.
Amikor Munson találkozik a feleségével, Sawyert meglátogatja Cassidy. Sawyernek nincs ínyére a vele való beszélgetés, és ezt érezteti is. Cassidy egy fényképet tesz Sawyer elé, amin egy párhónapos kisbaba van, aki nem más, mint Sawyer és Cassidy közös gyermeke, Clementine. Sawyer nem hajlandó elfogadni őt. Kijelenti, hogy neki nincs semmilyen lánya, majd faképnél hagyja Cassidyt.
Sawyer elárulja Munsont, és elmondja Wardennek, a felügyelőnek, hogy hol van a pénz. Cserébe Sawyert felmentik a hátralévő 6 év leülése alól, és jutalékot is kap a pénzből. Sawyer Clementine nevére utaltatja a pénzt. Warden megkérdezi ki ő, de Sawyer semmit sem felel neki.

### Valós idejű történések

#### A Hidra állomás területén
Jack megjegyzi Julietnek, aki épp ételt visz be neki, hogy kezdi azt hinni, őt csak azért tartják, hogy enni adjon neki. Azt mondja, a főnök nyilvánvalóan Ben. Juliet megpróbálja megmagyarázni Jacknek, hogy ez nem így van, de Ben elhívja őt, mivel szüksége van a segítségére. Ugyanis Colleen életveszélyes sérülést szerzett a vitorlás megszerzésekor.
Sawyer – kihasználva a helyzetet, hogy mindenki Colleennal van elfoglalva – elkezdi megtervezni a szökését. Úgy tervezi, hogy amikor legközelebb odajön valaki hozzá, az etetőszerkezet gombját felhasználva áramot vezet az előtte fekvő pocsolyába. Nem sokkal később, Ben meglátogatja őt. Megkérdezi Sawyert milyen magas és mennyi idős. Sawyer vonakodva ugyan, de megmondja neki. Amikor Ben belelép a vízbe, Sawyer a ketrechez rántja őt, majd többször is megnyomja a gombot. Semmi sem történik, ugyanis Ben kikapcsolta azt. Ben dulakodni kezd Sawyerrel, majd leüti és elviszi őt.
Sawyer egy asztalhoz kötözve tér magához. Látja, hogy a „Többiek” beszélgetnek körülötte. Miután észreveszik hogy magához tért, egy fadarabot raknak a szájába, hogy csökkentsék a fájdalmat, majd egy injekciós tűvel átdöfik a szegycsontját. Eközben Jack Sawyer kiáltozását véli hallani a Juliet szerint már régóta nem működő adó-vevőn.
Miután Sawyer felébred, Ben egy ketrecet visz be hozzá, amin egy 8-as számmal ellátott nyúl van. Ben idegesen rázni kezdi a ketrecet, mígnem a nyúl látszólag holtan összeesik. Ben azt mondja, hogy csakúgy mint a nyúlba, belé is raktak egy szívritmus-szabályzót, ami akár a szívét is felrobbanthatja, ha a pulzusszám eléri a 140-et. Óva inti Sawyert attól, hogy idegeskedjen, vagy felizgassa magát, különben ez minden bizonnyal bekövetkezik. Ráerősít Sawyer karjára egy pulzusmérőórát, ami csipogni kezd, ha a pulzusszám közelít a 140-hez. Ben figyelmezteti Sawyert, ha bármit is elmond erről Katenek, őbele is raknak egy pacemakert.
Sawyert visszaviszik a ketrecébe, és Kate-nek adnak néhány új ruhát. Amikor Kate leveszi a felsőjét; Sawyer órája csipogni kezd. Kate megkérdezi tőle, mi ez a hang, de Sawyer nem felel neki. Hideg vízzel leönti magát, hogy csökkentse a pulzusszámát, majd dühösen megkéri Kate-et, hogy ne kérdezgesse.
Juliet véres ruhában rohan be Jackhez, és a segítségét kéri. A műtőbe vezető úton csuklyát húz a fejére, társai pedig bekapcsolják a riasztót, hogy elnyomják az utána kiáltozó Kate és Sawyer hangját. 
A műtőbe való belépés előtt, Jack röntgenképeket lát a falon. Izgatottan vizsgálgatja őket, de Juliet behívja őt a terembe, mondván, azok nem Colleenról készültek. Ben, Tom és Pickett a terem fölött figyelik őket. Jack és Juliet megpróbálják megmenteni Colleent, de Colleen szíve leáll. Jack egy defibrillátort kér, de Juliet nem tud adni neki, így a kezével próbálja megindítani. Jack erőfeszítései kudarcba fulladnak; Colleen meghal. Pickett feldühödik a túlélőkre, hiszen miattuk halt meg szerelme. Mérgében megtámadja Sawyert, és mindaddig veri őt, amíg Kate azt nem mondja, szereti őt.
Juliet elmondja Jacknek, hogy ezelőtt nemigen kellett ilyen jellegű műtétet végeznie, mivel ő szülésznő. Jack biztosítja őt, hogy ha tudott volna, se tehetett volna már semmit. Juliet megkérdezi tőle, ezt csak azért mondja-e neki, hogy jobban érezze magát, Jack gúnyosan azt feleli, őt egyáltalán nem érdekli, hogy érzi magát. A röntgenfelvételekről kérdezgeti Julietet, mivel észrevette, hogy azok egy 40 év körüli férfiról készültek, akinek óriási tumor van két csigolyája között. Rájön, azért hozták ide, hogy megműtse azt a férfit.
Kate-nek sikerül a ketrec tetején kiszöknie. Ki akarja szabadítani Sawyert, de ő arra kéri, ha tényleg szereti, ahogy Pickettnek mondta, fusson el és őt hagyja itt. Kate azt mondja neki, azt csak azért mondta, hogy Pickett ne verje agyon. Kate egyedül nem akar elmenekülni, ezért visszamászik a ketrecébe.
Később Ben felébreszti Sawyert és sétálni viszi őt, mert mutatni akar valamit. Miután Sawyer pulzusmérője jelezni kezd, Ben bevallja neki, hogy nem tettek belé semmit, csupán a kétségét ültették belé. Bizonyításképpen a nyulat is megmutatja neki. Sawyer megjegyzi, hogy az lehet egy másik nyúl is, amire szintén festettek egy 8-as számot. Ben egyetért vele ebben, de elmondja, hogy nem a nyulat akarta megmutatni neki. Sawyer megdöbben attól, amit a dombtetőre érve lát: ahol most vannak, az nem az a sziget, ahol a repülőgéppel lezuhantak. Ez egy attól pár km-re lévő, az Alcatraz területének 2x-esével rendelkező kis sziget. Így tehát minden szökési kísérlet esélytelen.

#### A túlélők szigetén
Desmond felajánlja Claire-nek, hogy ha egy időre lejjebb költözik, megjavítja a fakunyhó tetejét. Charlie elküldi őt, mondván ő is elég ügyes ahhoz, hogy megjavítsa, ha szükséges. Desmond odébbáll, és egy golfütőt kér az éppen játszó Paulotól. Egy villámhárítót készít belőle, amit Claire táborhelye mellett helyez el. Hurley kérdésére, hogy ez egy műalkotás-e, ő azt feleli, ez egy kísérlet. Hurley távozni készül, amikor Desmond azt javasolja, várjon egy pillanatot. Pár másodperccel később zápor zúdul a táborlakókra, és egy villám belecsap Desmond készítményébe, ami Claire táborhelye mellett ér lángolva földet. Desmond valami módon tudta, hogy a villám bele fog csapni Claire kunyhójába, hacsak meg nem akadályozza ezt.
|  | Itt a vége a cselekmény részletezésének! |